# Florence Brunelle
Florence Brunelle (ur. 20 grudnia 2003 w Trois-Rivières) – kanadyjska łyżwiarka szybka specjalizująca się w short tracku, olimpijka z Pekinu 2022, mistrzyni świata juniorów i wicemistrzyni świata seniorów.

## Wyniki

### Igrzyska olimpijskie
| Rok  | Gospodarz | 500 m | sztafeta kobiet | sztafeta mieszana |
| ---- | --------- | ----- | --------------- | ----------------- |
| 2022 | Pekin     | 19    | 4               | 6                 |

### Mistrzostwa świata
| Rok  | Gospodarz | 500 m | 1000 m | 1500 m | wielobój | sztafeta |
| ---- | --------- | ----- | ------ | ------ | -------- | -------- |
| 2021 | Dordrecht | 9     | 21     | 10     | 14       | 8        |
| 2022 | Montreal  | —     | —      | —      | —        | 02 !     |

### Mistrzostwa świata juniorów
| Rok  | Gospodarz | 500 m | 1000 m | 1500 m | sztafeta |
| ---- | --------- | ----- | ------ | ------ | -------- |
| 2020 | Bormio    | 02 !  | 10     | 02 !   | 5        |
| 2022 | Gdańsk    | 01 !  | 01 !   | 8      | 01 !     |
| 2023 | Drezno    | 01 !  | 02 !   | 02 !   | 5        |